# 欧州航空航法安全機構
欧州航空航法安全機構（おうしゅうこうくうこうほうあんぜんきこう、英語: European Organisation for the Safety of Air Navigation）、通称ユーロコントロール (Eurocontrol) は、1963年に設立されたシームレスで汎ヨーロッパ的な航空交通管制を実現するための国際機関である。ユーロコントロールは非軍事の機構であり、2015年現在41か国が参加しており、本部はベルギーのブリュッセルにある。
ユーロコントロールでは、全ヨーロッパの航空交通管制の管理と計画を行っている。政府機関、航法サービス提供組織、民間航空会社、軍、空港、その他の組織と協力して活動している。航空機がゲートを出発してからゲートに到着するまでのすべての航法サービス、戦略的な交通量管理、航空管制官の訓練、空域の地域的管理、安全証明された技術と手順の導入、航法サービス料の徴収といった業務を行っている。

## 各部門の機能
ユーロコントロールは以下に示すような一連のサービスを提供している。
欧州航空交通流管理機関
CFMU (Central Flow Management Unit)、フライトプランと実際の航空交通の管理を行う。
欧州航空情報データベース
EAD (European AIS Database)、航空情報業務（AIS: Aeronautical Information Service）への一元的なアクセスを提供する。
欧州航行援助施設料事務所
CRCO (Central Route Charges Office)、航法サービス提供組織を代行して、飛行経路上と空港アプローチでの航法支援料を徴収する。
ユーロコントロール実験センター
EEC (Eurocontrol Experimental Centre)、航空交通管制に関する研究とシミュレーションを行う。
中央ヨーロッパ研究開発シミュレーションセンター
CRDS (Central European Research, Development and Simulation Centre)、航空交通管制に関する研究とシミュレーションを行う。
航空保安業務職員研修所
IANS (Institute of Air Navigation Services)、訓練およびeラーニングを実施する。
ユーロコントロール安全規制要件
ESARR (Eurocontrol Safety Regulatory Requirement)、EC指令2096/2005に基づいた認証・指定を受ける基礎要件。
マーストリヒト高高度管制センター
MUAC (Maastricht Upper Area Control Centre)、以下を参照。

## マーストリヒト高高度管制センター

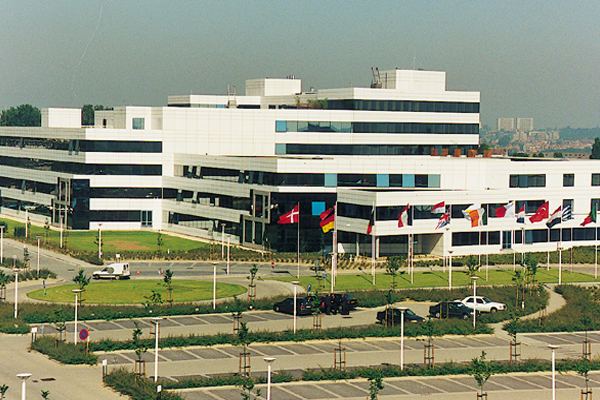
ユーロコントロール本部

ユーロコントロールのマーストリヒト高高度管制センター (MUAC: Maastricht Upper Area Control Centre) は、マーストリヒト・アーヘン空港に所在しており、ベルギー・ルクセンブルク・オランダ・北西ドイツにおける24,500 フィート以上の高度の交通交通管制を担当している。Deutsche Flugsicherung (DFS) という北西ドイツにおける軍事航空交通を管制している組織もここに所在している。MUACは1972年に運用を開始した。ヨーロッパではロンドンについで、2番目に交通量の多い管制区管制所 (ACC: Area Control Center) である。
MUACでは、革新的な技術と生産性向上を実現している。新世代の飛行計画情報処理システム (FDPS: Flight Data Processing System)、ショートタームコンフリクトアラート (STCA: Short-Term Conflict Alert)、ミディアムタームコンフリクトディテクション (MTCD: Medium-Term Conflict Detection)、管制官パイロットデータリンク通信（CPDLC: Controller Pilot Data Link Communications、音声通信ではなくデータ通信で管制官とパイロットを結ぶシステム）、そして紙の飛行計画書によらない管制官の配置である。
典型的には、MUACの航空交通管制部門は1時間当たり50便以上の航空機を扱える。平均飛行間隔は約18分で、交通量のおよそ60%はロンドン・パリ・フランクフルト・アムステルダム・ベルリンなどのヨーロッパの主要な空港からの発着である。

## 規制業務
ユーロコントロールは、欧州委員会からシングル・ヨーロピアン・スカイ（Single European Sky、単一欧州空域）の規制の一部を委譲されている。

## 加盟国
以下に加盟国の一覧を示す。カッコ内はユーロコントロールへの加盟年。加盟年順。

### ユーロコントロール・欧州連合・欧州民間航空会議すべてに加盟している国
- ベルギー（1960年）
- フランス（1960年）
- ドイツ（1960年）
- ルクセンブルク（1960年）
- オランダ（1960年）
- アイルランド（1965年）
- ポルトガル（1986年）
- ギリシャ（1988年）
- マルタ（1989年）
- キプロス（1991年）
- ハンガリー（1992年）
- オーストリア（1993年）
- デンマーク（1994年）
- スロベニア（1995年）
- スウェーデン（1995年）
- チェコ（1996年）
- イタリア（1996年）
- ブルガリア（1997年）
- スペイン（1997年）
- スロバキア（1997年）
- クロアチア（1997年）
- フィンランド（2001年）
- ポーランド（2004年）
- リトアニア（2006年）
- ラトビア（2011年）
- エストニア（2015年）

### ユーロコントロールと欧州民間航空会議の加盟国
- トルコ（1989年）
- スイス（1992年）
- ノルウェー（1994年）
- モナコ（1997年）
- 北マケドニア（1998年）
- モルドバ（2000年）
- アルバニア（2002年）
- ウクライナ（2004年）
- セルビア（2005年、セルビア・モンテネグロとして）
- アルメニア（2006年）
- ボスニア・ヘルツェゴビナ（2006年）
- モンテネグロ（2007年）
- ジョージア（2014年）
- イギリス（1960年)

### ユーロコントロール・欧州連合未加盟の欧州民間航空会議加盟国
- アゼルバイジャン
- アイスランド